# Ślizg słodkowodny
Ślizg słodkowodny, ślizg rzeczny  (Salaria fluviatilis) – gatunek ryby z rodziny ślizgowatych. Jedyny słodkowodny, europejski przedstawiciel tej rodziny.

## Występowanie
Południowa i wschodnia Hiszpania, południowa Francja, Włochy, Dalmacja, zachodnia i południowa Turcja oraz Maroko, Algieria i wyspy na Morzu Śródziemnym.
Żyje zarówno w przybrzeżnych wodach morskich jak i jeziorach, wolno płynących rzekach i kanałach. Żyje przy dnie chowając się pod kamieniami. Młode osobniki często żyją w stadach, starsze są samotnikami.

## Opis
Osiąga 10(15) cm długości. Ciało wydłużone, pokryte grubą skórą i szczątkowymi łuskami. Na szczycie głowy występuje niski, mięsisty czub silniej rozwinięty u samców. Otwór gębowy mały, uzębiony, w każdej szczęce jeden ząb jest znacznie większy i zagięty do tyłu. Nad oczami niewielkie, mięsiste czułki. Płetwa grzbietowa jednakowej wysokości na całej długości, zaczyna się tuż za głową i biegnie aż do płetwy ogonowej która jest zaokrąglona.
Grzbiet oliwkowobrązowy, boki jaśniejsze, brzuch żółtawobiały. Na grzbiecie i bokach występują ciemnobrązowe plamki i prążki. Na policzkach 3 brązowe paski. Na płetwie grzbietowej ciemne plamy. Ubarwienie zmienne, zależne od środowiska.

## Odżywianie
Żywi się bezkręgowcami dennymi.

## Rozród
W czasie tarła samiec wyszukuje zagłębienie pod kamieniem którego broni przed innymi samcami. W tym czasie jego ciało staje się prawie czarne. Falującymi ruchami zwabia samicę, która składa jaja w górnej części jamki. Samiec opiekuje się nią, za pomocą ruchów ciała i płetw zapewniając stały dopływ świeżej wody. Przy temperaturze 20 °C wylęg następuje po około 14 dniach.